# Lorenzo Mateu y Sanz

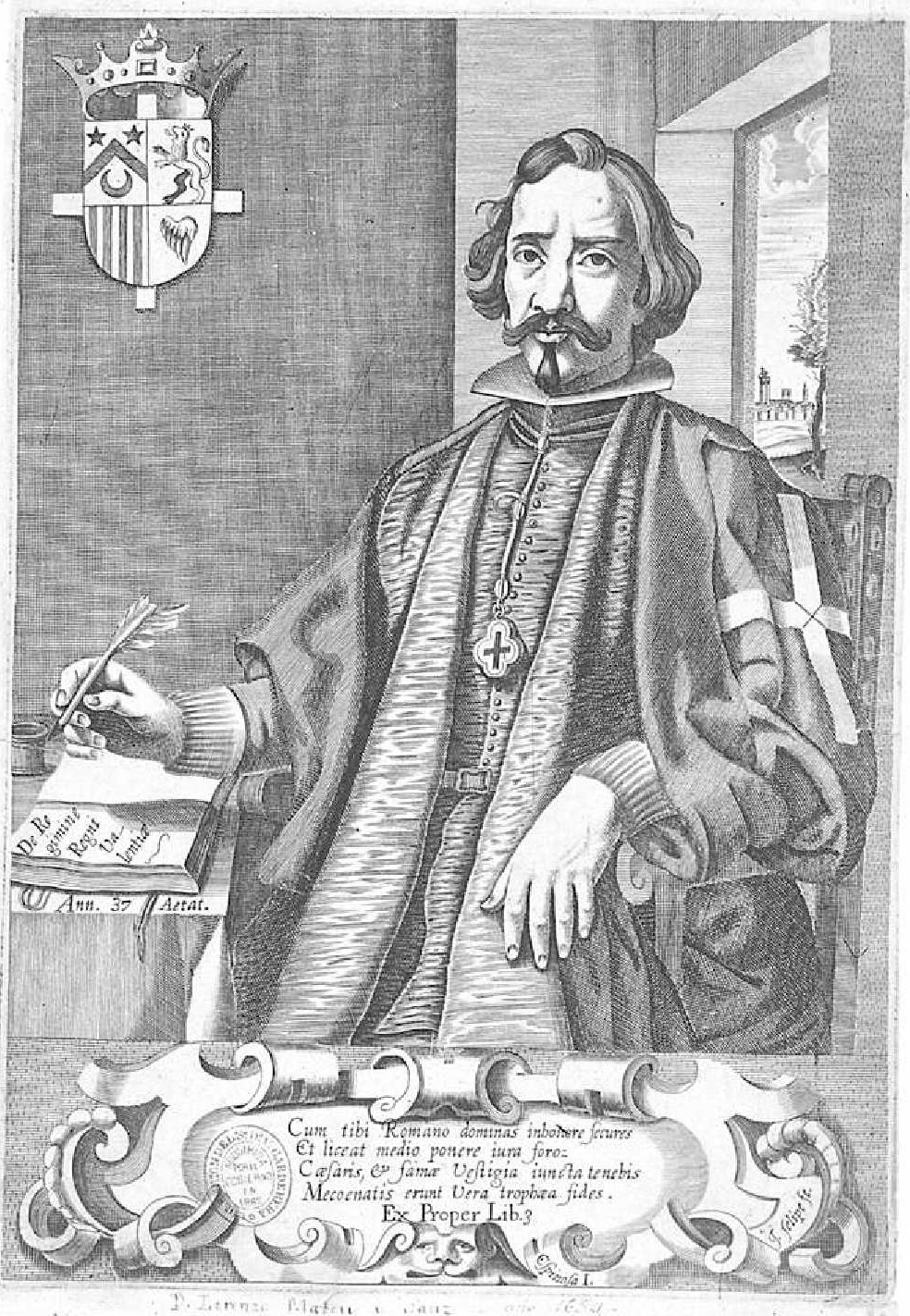
Retrato de Lorenzo Matheu y Sanz «Ann 37 aetat». Aguafuerte y buril. Firmado «Espinosa I / J. Felipe fe». Inscripción en el libro en que escribe el retratado: De Regimine Regni Valentiae. 1654. Biblioteca Nacional de España.

Lorenzo Mateu (o Matheu) y Sanz (Valencia, 12 de julio de 1618 - Madrid, 31 de enero de 1680) fue un jurista y escritor español. 

## Biografía
Hijo de Juan Bautista Mateu Pellicer, miembro de la pequeña nobleza valenciana que fue contador del reino, y de Isabel Sanz Vallés, que era hija de los señores de Señera y La Llosa, estudió gramática y filosofía en la Universidad de Valencia, y derecho en el colegio de Santa Cruz de Valladolid y en la Universidad de Salamanca.
A Salamanca llegó en noviembre de 1634 para cursar el segundo año de Leyes —se desconoce dónde cursó el primer año— y durante los tres años siguientes (1635-1637) estudió tercero, cuarto y quinto. Pero en los registros de la Universidad no figura que se hubiera graduado allí, desconociéndose en qué universidad obtuvo el título de Leyes. De los profesores que tuvo en Salamanca Mateu sólo menciona en una de sus obras, de forma elogiosa, a Francisco Ramos del Manzano, que sería preceptor de Carlos II.
Volvió a Valencia probablemente en 1638, ejerciendo allí de abogado hasta 1646, año en que fue nombrado por Felipe IV "Assessor Criminal de la Governación de nuestra Ciudad y Reyno". Al año siguiente obtuvo el cargo de Abogado Fiscal de la Audiencia de Valencia, ascendiendo a Juez de Corte de la Sala Criminal en 1649 y a Juez de la Sala Civil en 1652.
En 1650 ingresó en la orden de Montesa. En 1659 se trasladó a Madrid con el cargo de Alcalde de Sala y Corte, llegando a presidente de la Sala de Alcaldes nueve años después. Oidor del Consejo de Indias entre 1668 y 1671, en esta última fecha pasó a ser regente del Consejo de Aragón hasta su muerte ocurrida en 1680.
Contrajo matrimonio dos veces: la primera en 1646 con Feliciana de Silva, que era hija del marqués de Orán Diego de Silva y Portugal, emparentando así con la nobleza castellana. De este matrimonio tuvo dos hijas. Habiendo quedado viudo, se casó por segunda vez con María de Villamayor, hija de Francisco de Villamayor, consejero del Real y del de Italia, y de María de Leruela y Caso; de este segundo enlace tuvo nueve hijos.
Francisco Tomás y Valiente escribió la siguiente semblanza del personaje:

Noble de origen, pero de la baja nobleza valenciana, no destaca precisamente por este aspecto, sino que asciende socialmente a través de su condición de jurista. Es el hombre técnico el que alcanza notoriedad. No es tampoco un político, y si en alguna medida participa del poder es en cuanto a jurista.

## Obras
Entre los años 1658 y 1660 publicó una traducción al castellano de los diez libros de los Emblemas regio-políticos de Juan de Solórzano, y de varias obras más, que se perdieron tras su muerte. Además escribió:
- Crítica de reflección y censura de las censuras, (Valencia, 1658), en contestación a El Criticón de Baltasar Gracián, publicado bajo el nombre de Sancho Terzón y Muela, anagrama del propio;
- Piedra de toque de la verdad (Barcelona, 1673), publicado también como Sancho Terzón y Muela;
- Vida y martirio del glorioso español San Lorenzo (Salamanca, 1673), publicado bajo el seudónimo Buenaventura Ausina; supuestamente basado en los escritos de San Donato, posteriormente fue considerado apócrifo;
- Tractatus de re criminali y Tractatus de regimine regni Valentia, obras jurídicas.
- Tratado de la celebración de cortes generales del reyno de Valencia (Madrid, 1677).

Según Francisco Tomás y Valiente, sus dos obras más importantes, además de su valioso Tratado de la celebración de Cortes generales del Reyno de Valencia —que "continúa siendo de inexcusable manejo para conocer el funcionamiento y composición de las Cortes valencianas"— son De Regimine Regni Valentiae, sive selectarum interpretationum ad principaliores foros eiusdem, Tractatus (editado en Valencia en 1654 el primer tomo y dos años después el segundo, aunque es más conocido por el título de la segunda edición impresa en Lyon en 1677, Tractatus de regimine Regni Valentiae, a la que incorporó un tercer libro) y, sobre todo, su Tractatus de re criminali cuya primera edición apareció en Lyon en 1676, y que conoció once ediciones en cien años, lo que demuestra «que fue uno de los libros más apreciados y difundidos durante el siglo y pico en que estuvo vigente en Europa el Derecho penal y procesal de la Monarquía absoluta, técnicamente inmerso en la tradición cultural del mos italicus».